# Georges Hacquin

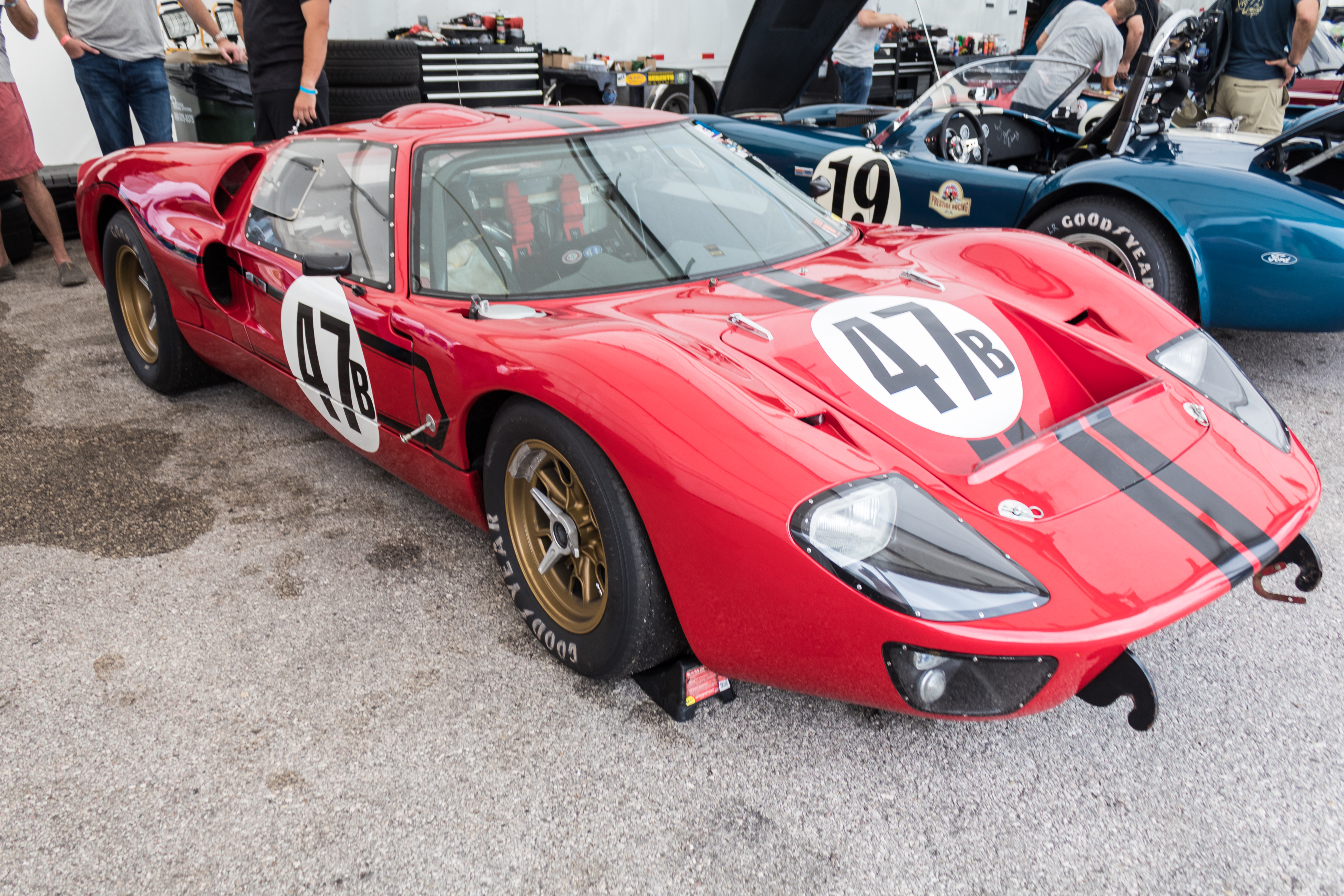
Gemeinsam mit Gustave Gosselin und Claude Dubois war Georges Hacquin auf einem Ford GT40 Mk.II der Scuderia Filipinetti beim 24-Stunden-Rennen von Le Mans 1966 gemeldet; das Team erschien aber nicht zum Training und zum Rennen

Georges Gabriel Gaston Hacquin (* 10. Februar 1924 in Brüssel; † 8. April 2020 in La Hulpe) war ein belgischer Autorennfahrer und Unternehmer.

## Karriere als Rennfahrer
Die Karriere von Georges Hacquin begann zu Beginn der 1950er-Jahre, in einer Epoche in der viele belgische Rennfahrer erste Erfolge im internationalen Motorsport feierten. Zu ihnen zählten unter anderen Paul Frère, Lucien Bianchi, Olivier Gendebien, Jacques Swaters, Johnny Claes und Willy Mairesse. Mit Freddy Rousselle (1927–2016), Gérard Langlois van Ophem (* 1935) und Jean Blaton (1929–2020) war und ist er eng befreundet.
Hacquin bestritt erst Amateurrennen und fuhr 1952 auf einem Simca seine erste Saison in der belgischen Tourenwagen-Meisterschaft. Neben Einsätzen auf der Rundstrecke, nahm er auch an vielen Rallyes teil. 1958 wurde er belgischer Rallye-Meister und fuhr bis 1983 in der Rallye-Europameisterschaft. Letzter Einsatzwagen war ein MG Metro 1300S.
Auf der Rundstrecke war sein erster internationaler Erfolg der vierte Gesamtrang in der 1,5-Liter-Klasse beim 12-Stunden-Rennen von Reims 1956. Sein Partner bei diesem Langstreckenrennen, das von Richard von Frankenberg und Claude Storez auf einem Porsche 550 RS gewonnen wurde, war sein Landsmann Georges Harris. Einsatzwagen war ebenfalls ein Porsche. 1957 fuhr er mit Partner Claude Dubois das 24-Stunden-Rennen von Le Mans. Der von der Equipe Nationale Belge gemeldete Porsche 550A RS wurde nach acht Stunden Fahrzeit wegen illegalen Nachtankens disqualifiziert.
Georges Hacquin bestritt laut eigenen Angaben mehr als 250 Rennen, unter anderem war er bei der Tour de France für Automobile, dem 1000-km-Rennen auf dem Nürburgring, dem 1000-km-Rennen von Paris und dem 24-Stunden-Rennen von Spa-Francorchamps am Start. Bis ins hohe Alter betrieb er in Brüssel ein Gebäudereinigungsunternehmen und nahm 1981 im Alter von 55 Jahren zum ersten Mal an der Rallye Dakar teil, wo bis 1985 weitere vier Einsätze folgten.

## Statistik

### Le-Mans-Ergebnisse
| Jahr | Team                   | Fahrzeug        | Teamkollege   | Platzierung     | Ausfallgrund |
| ---- | ---------------------- | --------------- | ------------- | --------------- | ------------ |
| 1957 | Equipe Nationale Belge | Porsche 550A RS | Claude Dubois | disqualifiziert |              |

### Einzelergebnisse in der Sportwagen-Weltmeisterschaft
| Saison | Team                   | Rennwagen                  | 1   | 2   | 3   | 4   | 5   | 6   | 7   | 8   | 9   | 10  | 11  | 12  | 13  | 14  | 15  | 16  | 17  | 18  | 19  | 20  |
| ------ | ---------------------- | -------------------------- | --- | --- | --- | --- | --- | --- | --- | --- | --- | --- | --- | --- | --- | --- | --- | --- | --- | --- | --- | --- |
| 1957   | Equipe Nationale Belge | Porsche 550                | BUA | SEB | MIM | NÜR | LEM | KRI | CAR |     |     |     |     |     |     |     |     |     |     |     |     |     |
| 1957   | Equipe Nationale Belge | Porsche 550                |     |     |     |     | DNF | 17  |     |     |     |     |     |     |     |     |     |     |     |     |     |     |
| 1959   | Georges Hacquin        | Alfa Romeo Giulietta SV    | SEB | TAR | NÜR | LEM | RTT |     |     |     |     |     |     |     |     |     |     |     |     |     |     |     |
| 1959   | Georges Hacquin        | Alfa Romeo Giulietta SV    | 33  |     |     |     |     |     |     |     |     |     |     |     |     |     |     |     |     |     |     |     |
| 1960   | Georges Hacquin        | Alfa Romeo Giulietta SV    | BUA | SEB | TAR | NÜR | LEM |     |     |     |     |     |     |     |     |     |     |     |     |     |     |     |
| 1960   | Georges Hacquin        | Alfa Romeo Giulietta SV    | 34  |     |     |     |     |     |     |     |     |     |     |     |     |     |     |     |     |     |     |     |
| 1961   | Georges Hacquin        | Alfa Romeo Giulietta SV    | SEB | TAR | NÜR | LEM | PES |     |     |     |     |     |     |     |     |     |     |     |     |     |     |     |
| 1961   | Georges Hacquin        | Alfa Romeo Giulietta SV    | 37  |     |     |     |     |     |     |     |     |     |     |     |     |     |     |     |     |     |     |     |
| 1964   | Equipe Nationale Belge | Alfa Romeo Giulia TI Super | DAY | SEB | TAR | MON | SPA | CON | NÜR | ROS | LEM | REI | FRE | CCE | RTT | SIM | NÜR | MON | TDF | BRI | BRI | PAR |
| 1964   | Equipe Nationale Belge | Alfa Romeo Giulia TI Super |     |     |     |     |     |     |     |     |     |     |     |     |     | DNF |     |     |     |     |     |     |
| 1967   | Matra Benelux          | Matra Djet                 | DAY | SEB | MON | SPA | TAR | NÜR | LEM | HOK | MUG | BRH | CCE | ZEL | OVI | NÜR |     |     |     |     |     |     |
| 1967   | Matra Benelux          | Matra Djet                 |     |     |     | 17  |     | DNF |     |     |     |     |     |     |     |     |     |     |     |     |     |     |